# Vicky Rodewyk
Vicky Rodewyk född 20 november 1988 , är en nyzeeländsk skådespelerska/modell/sångerska som varit med i The Tribe som Gel.